# Kim Chaek
El general Kim Chaek (14 de agosto de 1903 - 31 de enero de 1951) fue un militar y político norcoreano. 
Nació en Kimch'aek. Kim se unió a la guerra de guerrillas contra la ocupación japonesa en 1927 y luchó junto a Kim Il-sung en Manchuria. Se unió al Ejército Popular de Corea en 1932. Desertó del mismo para escapar a la Unión Soviética de la conquista japonesa en 1940. Vivió en Jabárovsk, donde se reunió con Kim Il-sung, formando parte de la 88.ª Brigada de Fusileros Independiente soviética. 
Regresó a Corea, junto con el Ejército Rojo. Fue nombrado Vicepresidente del Comité del Partido de los Trabajadores de Corea. Kim Chaek fue Ministro de Industria y vice primer ministro bajo Kim Il-sung en 1948. En la guerra de Corea, fue comandante de las tropas de Corea del Norte en la primera línea.
Fue culpado de la avería en el Desembarco de Inchon. Murió en enero de 1951. 
- Datos: Q495480
- Multimedia: Kim Chaek / Q495480